# Gustavo I de Suecia

Escudo de armas Vasa: terciado en banda de azur, argén y gules. Brochante sobre el todo, un haz de oro.

Gustavo I de Suecia (Lindholmens, 12 de mayo de 1496-Estocolmo, 29 de septiembre de 1560), también llamado Gustavo Vasa, fue rey de Suecia desde 1523 hasta su muerte. En su tiempo se le llamaba Gustavo Eriksson («hijo de Erik»). El nombre de su familia, Vasa, no se usaba en la época, sino hasta bien entrado el siglo XVII, cuando se creó en referencia al escudo de armas de la familia. Sus padres fueron Erik Johansson y Cecilia Månsdotter. Gustavo Vasa introdujo la monarquía en Suecia y la independizó de Dinamarca, evento que se celebra en Suecia como el "día nacional" el 6 de junio.
En 1526, envió a Johannes Magnus y un séquito para pedir la mano de la princesa Eduviges Jagellón, hija del rey Segismundo I Jagellón el Viejo de Polonia, pero a pesar de su insistencia previa, el monarca polaco no le concedió la mano de su hija por la simpatía de Gustavo por el protestantismo. Se casó el 24 de septiembre de 1531 con la princesa Catalina de Sajonia-Lauenburgo, el 1 de octubre de 1536 con Margarita Eriksdotter, y el 22 de agosto de 1552 con Catalina Stenbock. Gustavo Vasa fue enterrado en el "Coro Vasa", en la Catedral de Upsala.

## Sus primeros años
El padre de Gustavo Eriksson, Erik Johansson, estuvo involucrado en el grupo del regente Sten Sture el Joven y, por lo tanto, era opositor a la Unión de Kalmar, que reunía a Dinamarca, Suecia y Noruega bajo un mismo soberano.
Cuando el rey danés Cristián II, heredero de la Unión de Kalmar, reclamó su derecho al trono de Suecia, Gustavo Vasa formó parte del partido antiunionista, que rechazaba las pretensiones del rey danés y proclamaba una Suecia independiente. Cristián II decidió entonces invadir Suecia y se enfrentó al regente Sten Sture. Gustavo tomó parte en la batalla de Brännkyrka, el 2 de octubre de 1518, donde la victoria fue para los antiunionistas. Cristián, sin embargo, acordó un salvoconducto con Sten Sture, en el que se establecía que el monarca danés se retiraría de Suecia tras haber recibido cinco de los mejores hombres de Sten Sture como rehenes, los cuales serían liberados tras la salida de Cristián. Entre esos hombres se encontraba Gustavo Vasa. El rey Cristián no cumplió con esos compromisos y decidió llevarse a los rehenes a Dinamarca y ahí encarcelarlos. 
Gustavo estuvo prisionero en el castillo de Kalø, al noreste de Århus. Logró escapar de la prisión en septiembre de 1519 y llegar a la ciudad alemana de Lübeck. El 31 de mayo de 1520 volvió a Suecia, desembarcando en Kalmar. Las condiciones del país eran otras, pues el 19 de enero de ese mismo año, Cristián II, en una nueva embestida, había derrotado al ejército de Sten Sture en la batalla del hielo de Åsunden, donde el propio Sture fue herido de muerte. Poco después, Cristián negoció con los suecos opositores, concediéndoles la amnistía, y fue coronado el 4 de noviembre de 1520. El 8 y el 9 de noviembre, Cristián realizó una purga de posibles opositores, entre los que se encontraban el cuñado y el propio padre de Gustavo, Erik Johansson. Su madre, su abuela y tres de sus hermanas fueron enviadas a prisión a Copenhague. Estos asesinatos son conocidos como el baño de sangre de Estocolmo.

## Insurrección contra los daneses
Gustavo sobrevivió escondiéndose en Räfsnäs, de donde partió hacia Dalecarlia, en el noroeste del país. Desde allí intentó sublevar a los habitantes de esa provincia, al principio con muy poca fortuna. Gustavo se basaba probablemente en que un antepasado suyo, Kettil Karlsson, había echado de Suecia al rey danés Cristián I con el apoyo de gente de Dalecarlia.
En la ciudad de Mora, fue proclamado "gobernador de Dalecarlia y de Suecia", en enero de 1521. Entonces comenzó el levantamiento contra el gobierno danés. Tomaron Koparbergs gruva y Västerås, enfrentándose al ejército del obispo Gustavo Trolle. La insurrección pronto se extendió en toda Dalecarlia y en las provincias vecinas de Gestricia, Vestmania y Nericia, de las cuales Gustavo se proclamó gobernante. La rebelión duraría dos años, durante los cuales el ejército danés se vio gradualmente derrotado. En el verano de 1521, logró la adhesión de suecos desertores del ejército de Cristián. 
En la segunda mitad de agosto de 1521, la provincia de Östergötland lo reconoció como regente de Suecia.
No fue hasta 1523 cuando Gustavo logró adueñarse de toda Suecia, pues la falta de materiales de asedio dificultaba la toma de castillos y debía recurrirse al sitio por hambre. En los puertos, se contó con el apoyo de barcos de Lübeck a partir de 1522.
El 20 de junio de 1523, hizo su entrada en Estocolmo. El 7 de julio del mismo año, entró victorioso en Kalmar, y en octubre se rindió la última resistencia en Finlandia.

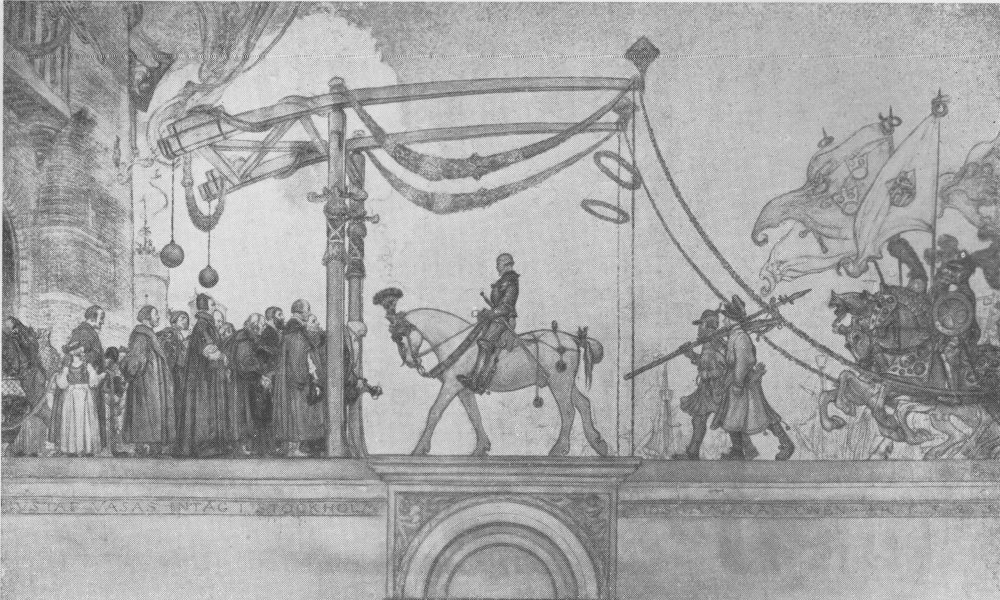
Entrada de Gustavo Vasa en Estocolmo la víspera del solsticio de verano en 1523. Pintura de Carl Larsson, 1908.

## Rey de Suecia

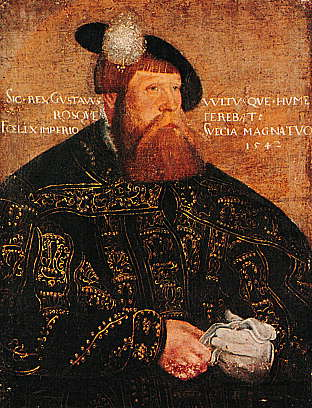
Retrato de Gustavo Vasa por Jakob Binck, 1542. Universidad de Upsala.

El 6 de junio de 1523 el riksdag (parlamento) lo eligió rey en Strängnäs, al sur de Estocolmo. La fecha se celebra como el día nacional en Suecia. Su ejército sitió la capital, y pudieron, finalmente, entrar en Estocolmo el 24 de junio. 
La ceremonia oficial de coronación se realizó el 12 de enero de 1528, en la Catedral de Upsala. Con la coronación del rey se ponía fin a la presencia danesa en Suecia, y el partido contrario a la Unión de Kalmar pudo acceder permanentemente al poder.

### La Reforma
Hasta el momento de tomar el poder Gustavo, el arzobispo en funciones era Gustavo Trolle, que estaba aliado con el rey danés y había servido como regente de Suecia bajo sus órdenes. Por ello, cuando se eligió rey a Gustavo, Trolle se exiló en Dinamarca. Gustavo entonces solicitó al papa Clemente VII que designara en ese cargo a Johannes Magnus.
Sin embargo, y debido a lo aislada que estaba Suecia en el momento, el papa, creyendo que Cristián había prevalecido en el poder, ordenó la restitución de Trolle en el cargo. El rey informó al papa de las circunstancias, pero este mantuvo su posición. Por ello, el rey nombró motu proprio a Laurentius Petri arzobispo, luego de escuchar las recomendaciones del estudioso luterano Olaus Petri (hermano de Laurentius). Desde ese momento, el papa perdió su influencia sobre la Iglesia sueca.
A partir de entonces, los hermanos Petri lideraron una campaña para introducir el luteranismo. Gustavo apoyó a los predicadores luteranos y la instalación de una iglesia independiente de Roma, incluso utilizó la violencia contra los intentos de quienes pretendían mantener el catolicismo en Suecia.
Gustavo tomó la decisión de tomar para el rey una parte de los ingresos monetarios eclesiásticos, medida que más tarde se extendió hacia otros bienes de la iglesia. El rey se proclamó nuevo dirigente de la iglesia en Suecia. En 1526 se publicó la primera traducción del Nuevo Testamento al sueco. Entre 1540 y 1541 se publicó la Biblia completa en sueco, llamada la Biblia de Gustavo Vasa, basada en la traducción al alemán que en 1534 había hecho Martín Lutero.
La disposición de los bienes eclesiásticos fue tomada en parte por la crisis económica que reinaba en el país después de la guerra. Lübeck, que había apoyado el levantamiento de Gustavo, recibió en compensación beneficios en lo relativo al comercio en Suecia, que casi llegó a monopolizar.

### Guerras
Para marginar a Lübeck del control del comercio sueco, Gustavo entró en la llamada Guerra del Conde, donde apoyó al rey danés Cristián III contra los alemanes. La victoria sería favorable a ambos monarcas, que acordaron un pacto militar ante la posible amenaza del emperador Carlos V. Posteriormente, la unión sueco-danesa se rompió, y Suecia emprendió una nueva guerra contra Dinamarca. Por otra parte, Gustavo comenzó una guerra contra Rusia, por disputas en la frontera de ese país con Finlandia.

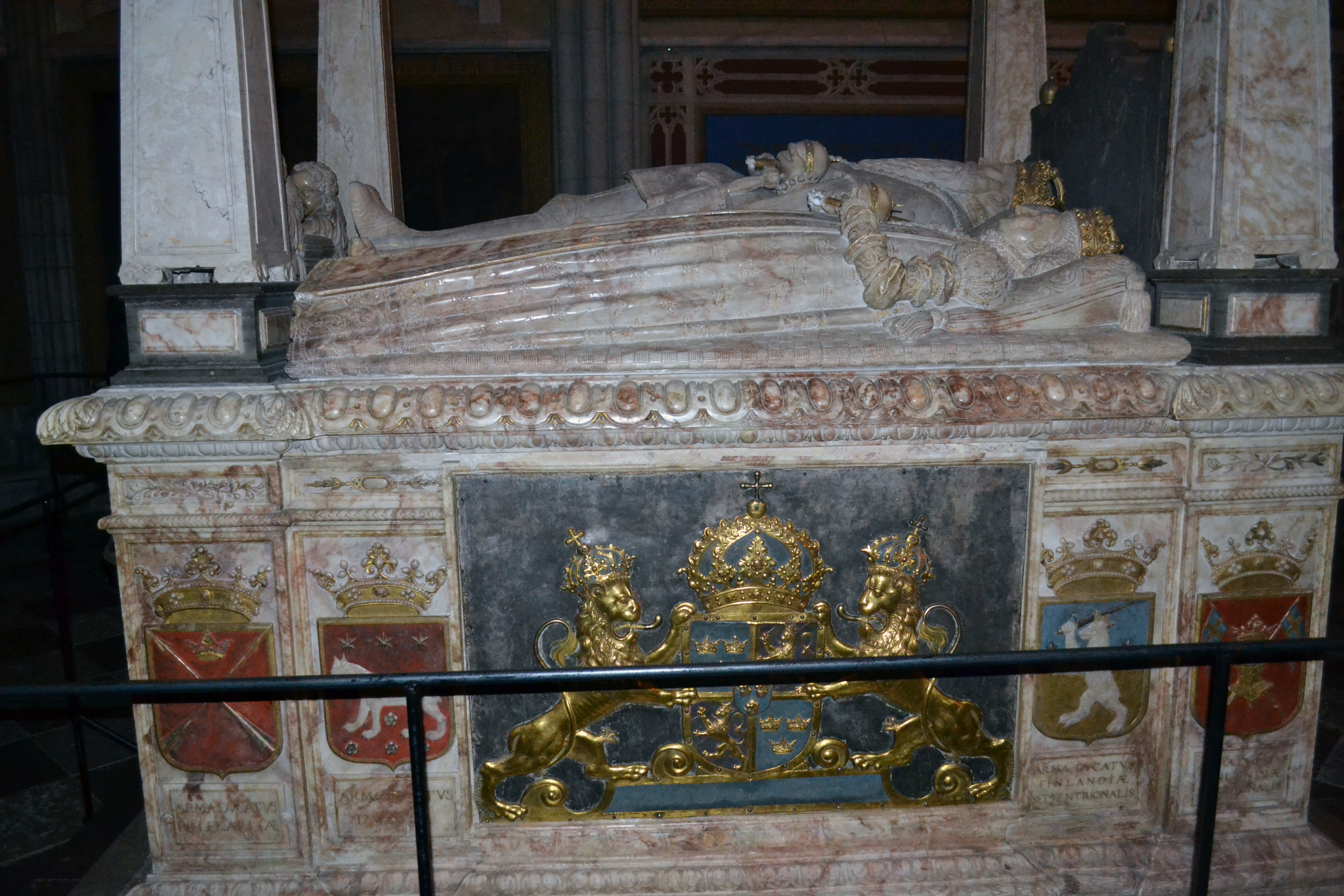
Monumento al rey Gustavo y la primera de sus dos reinas que están enterradas en la cripta en Catedral de Upsala.

El rey se dedicó a fortalecer al Estado y a sus representantes. Consolidó su poder y logró la adhesión de la aristocracia, entonces muy debilitada tras la guerra contra Cristián II. El campesinado, por su parte, se levantó varias veces en armas. En Dalecarlia, se sucedieron tres levantamientos contra el rey (1524-1525, 1527-1528 y 1531-1533). En Småland, se levantó en armas Nils Dacke (1542-1543). Todas las revueltas se reprimieron sangrientamente.
El rey Gustavo llegó a tener un gran poder. La fortaleza de su gobierno recayó en un fuerte respeto a su persona y en el establecimiento de una monarquía hereditaria en Suecia, hasta entonces electiva. Basado en su fortaleza, estableció ducados hereditarios para su hijos menores.

### Cultura
Su reinado se caracterizó por una escasa actividad cultural. El humanismo en lengua latina casi desapareció de Suecia, en parte porque los obispos católicos que se vieron forzados al exilio se llevaron consigo sus bibliotecas.

## Muerte
Gustavo murió en el castillo de Estocolmo el 29 de septiembre de 1560, a los 64 años de edad, víctima de una enfermedad intestinal, que podría haber sido disentería o tifus. Su funeral fue celebrado con gran pompa, tratando de imitar el oficiado para el emperador Carlos V en Bruselas en 1558. Yace junto con sus tres cónyuges en el Coro Vasa, en la Catedral de Upsala, rodeado de murales que representan escenas de su vida.

## Descendencia
Hijos con Catalina de Sajonia-Lauenburgo:
- Erico XIV (1533-1577), rey de Suecia de 1560 a 1567.

Hijos con Margarita Eriksdotter:
- Juan III (1537-1592), rey de Suecia de 1567 a 1592.
- Catalina (1539-1610), casada con el conde Edzard II de Frisia Oriental.
- Cecilia (1540-1627), casada con el conde Cristóbal II de Baden-Rodemachern.
- Magnus (1542-1595), duque de Östergötland.
- Carlos (1544).
- Ana María (1545-1610), casada con el conde Jorge Juan I del Palatinado-Veldenz.
- Sten (1546-1547).
- Sofía (1547-1611), casada con el duque Magnus II de Sajonia-Lauenburgo.
- Isabel (1549-1597), casada con el duque Cristóbal de Mecklemburgo.
- Carlos IX (1550-1611), rey de Suecia de 1599 a 1611.